# Duguay-Trouin (1923)
Krążownik lekki Duguay-Trouin – francuski krążownik lekki typu Duguay-Trouin, w służbie w Marine Nationale w latach 1926 – 1952. Początkowo trafił do 1. Dywizjonu Krążowników. Jego portem macierzystym był Brest, a okręt pełnił służbę na Oceanie Atlantyckim oraz na Morzach Śródziemnym i Czarnym. W 1931 roku odbył podróż do Indochin. 25 sierpnia 1933 roku zostaje okrętem flagowym 2. Dywizjonu Krążowników. W trakcie hiszpańskiej wojny domowej pełnił zadania patrolowo-dozorowe przy brzegach Hiszpanii.
Wybuch II wojny światowej zastaje okręt w rejsie z Casablanki do Dakaru. Później operuje on na Oceanie Atlantyckim, a od maja 1940 roku wspólnie z Royal Navy pełni służbę na Morzu Śródziemnym. Po upadku Francji pozostaje w Aleksandrii, gdzie został przejęty przez Brytyjczyków. Gdy w maju 1943 r. Francuzi  decydują się dołączyć do Aliantów, okręt zostaje wcielony ponownie do służby, pełniąc służbę w rejsach transportowych. Po zakończeniu II wojny światowej trafia na remont, po którego zakończeniu w 1947 roku zostaje skierowany do Indochin. W okresie od listopada 1947 do września 1951 roku czynnie uczestniczył w walkach z komunistyczną partyzantką. 29 marca 1952 roku został wycofany ze służby, a rok później sprzedany na złom.